# Susan Krumins

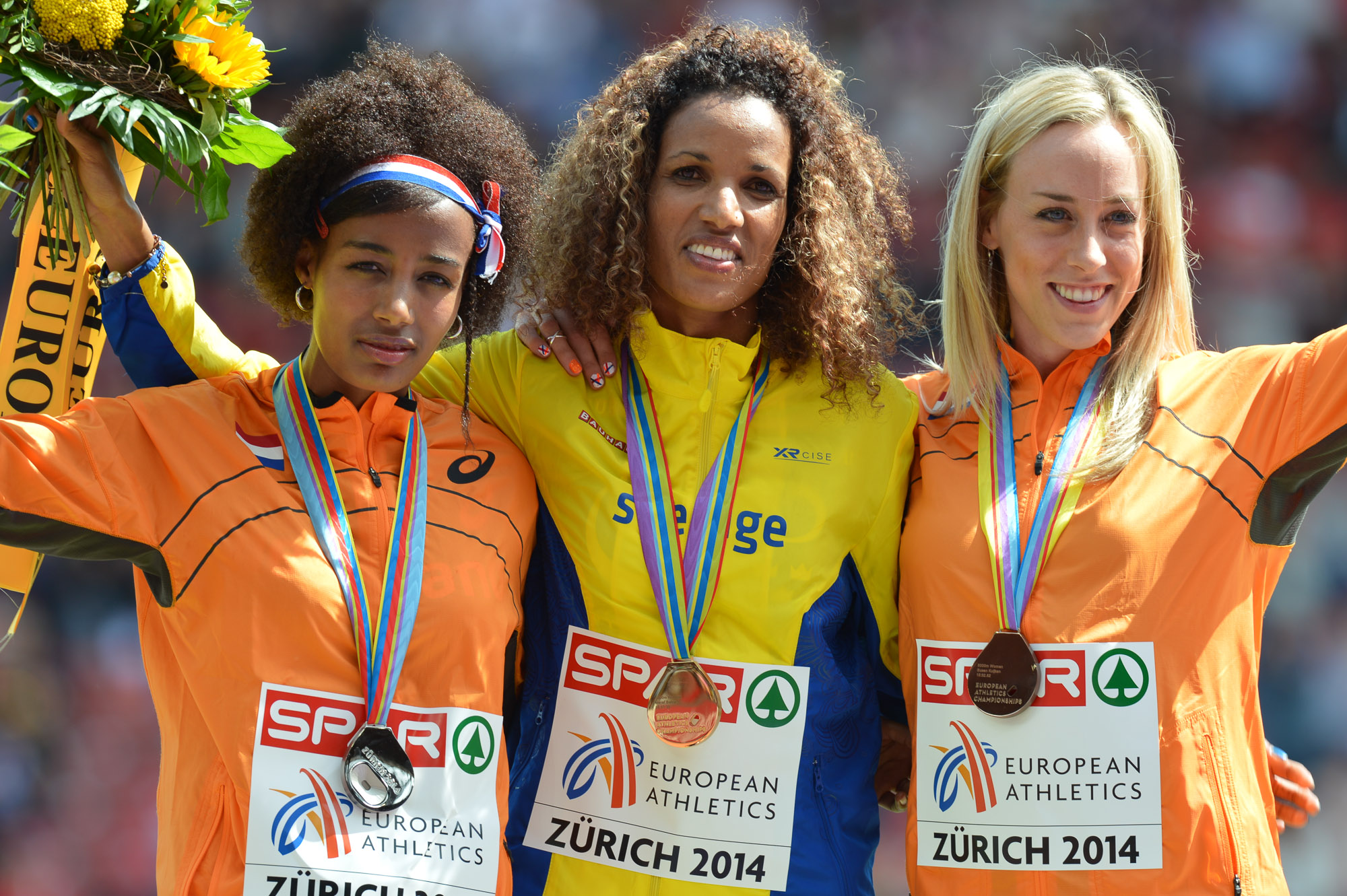
Susan Krumins na 5000 m w Zurychu 2014

Susan Krumins z domu Kuijken (ur. 8 lipca 1986 w Nijmegen) – holenderska lekkoatletka specjalizująca się w biegach średnich i długich.
Jako juniorka, bez powodzenia startowała na mistrzostwach świata w biegach przełajowych. Srebrna medalistka biegu na 3000 metrów podczas juniorskich mistrzostw Europy (2005). W tym samym roku sięgnęła po brąz mistrzostw Starego Kontynentu w biegach przełajowych. Czwarta zawodniczka młodzieżowego czempionatu Europy (2007). Rok później była najlepsza wśród zawodniczek do lat 23 podczas mistrzostw Europy w przełajach. W 2013 zajęła 11. miejsce w biegu na 5000 metrów podczas moskiewskich mistrzostw świata. Brązowa medalistka mistrzostw Europy w Zurychu (2014). Ósma (w biegu na 5000 metrów) oraz czternasta (w biegu na 10 000 metrów) zawodniczka igrzysk olimpijskich w Rio de Janeiro (2016). Rok później na tych samych dystansach podczas mistrzostw świata w Londynie zawodniczka uplasowała się na ósmej i piątej pozycji. W 2018 została wicemistrzynią Europy w biegu na 10 000 metrów.
Wielokrotna medalistka mistrzostw Holandii oraz reprezentantka kraju na pucharze Europy i w drużynowym czempionacie Starego Kontynentu. Stawała na najwyższym stopniu podium mistrzostw NCAA.

## Osiągnięcia
| Rok  | Impreza                                   | Miejsce                | Konkurencja        | Lokata      | Wynik    |
| ---- | ----------------------------------------- | ---------------------- | ------------------ | ----------- | -------- |
| 2002 | Mistrzostwa Europy w biegach przełajowych | Medulin                | bieg juniorek      | 34. miejsce | 13:10    |
| 2003 | Mistrzostwa Europy w biegach przełajowych | Edynburg               | bieg juniorek      | 69. miejsce | 18:33    |
| 2004 | Mistrzostwa świata w biegach przełajowych | Bruksela               | bieg juniorek      | 71. miejsce | 23:16    |
| 2004 | Mistrzostwa Europy w biegach przełajowych | Heringsdorf            | bieg juniorek      | 39. miejsce | 12:24    |
| 2005 | Mistrzostwa świata w biegach przełajowych | Saint-Étienne          | bieg juniorek      | 58. miejsce | 23:21    |
| 2005 | I liga pucharu Europy                     | Leiria                 | bieg na 1500 m     | 7. miejsce  | 4:19,72  |
| 2005 | Mistrzostwa Europy juniorów               | Kowno                  | bieg na 3000 m     | 2. miejsce  | 9:28,45  |
| 2005 | Mistrzostwa Europy w biegach przełajowych | Tilburg                | bieg juniorek      | 3. miejsce  | 15:33    |
| 2006 | Mistrzostwa Europy w biegach przełajowych | San Giorgio su Legnano | bieg młodzieżowców | 16. miejsce | 19:45    |
| 2007 | Młodzieżowe mistrzostwa Europy            | Debreczyn              | bieg na 1500 m     | 4. miejsce  | 4:17,90  |
| 2007 | Mistrzostwa Europy w biegach przełajowych | Toro                   | bieg młodzieżowców | –           | DNF      |
| 2008 | Mistrzostwa Europy w biegach przełajowych | Bruksela               | bieg młodzieżowców | 1. miejsce  | 21:02    |
| 2009 | Mistrzostwa świata                        | Berlin                 | bieg na 1500 m     | eliminacje  | 4:18,10  |
| 2010 | Mistrzostwa Europy                        | Barcelona              | bieg na 1500 m     | eliminacje  | 4:11,03  |
| 2013 | I liga drużynowych mistrzostw Europy      | Dublin                 | bieg na 3000 m     | 1. miejsce  | 9:07,04  |
| 2013 | Mistrzostwa świata                        | Moskwa                 | bieg na 5000 m     | 8. miejsce  | 15:14,70 |
| 2014 | Mistrzostwa Europy                        | Zurych                 | bieg na 5000 m     | 3. miejsce  | 15:32,82 |
| 2014 | Puchar interkontynentalny                 | Marrakesz              | bieg na 3000 m     | 3. miejsce  | 9:01,41  |
| 2015 | Mistrzostwa świata                        | Pekin                  | bieg na 5000 m     | 8. miejsce  | 15:08,00 |
| 2015 | Mistrzostwa świata                        | Pekin                  | bieg na 10 000 m   | 10. miejsce | 31:54,32 |
| 2016 | Mistrzostwa Europy                        | Amsterdam              | bieg na 5000 m     | 4. miejsce  | 15:23,87 |
| 2016 | Igrzyska olimpijskie                      | Rio de Janeiro         | bieg na 5000 m     | 8. miejsce  | 15:00,69 |
| 2016 | Igrzyska olimpijskie                      | Rio de Janeiro         | bieg na 10 000 m   | 14. miejsce | 31:32,43 |
| 2017 | Superliga drużynowych mistrzostw Europy   | Lille                  | bieg na 3000 m     | 4. miejsce  | 9:03,16  |
| 2017 | Mistrzostwa świata                        | Londyn                 | bieg na 5000 m     | 8. miejsce  | 14:58,33 |
| 2017 | Mistrzostwa świata                        | Londyn                 | bieg na 10 000 m   | 5. miejsce  | 31:20,24 |
| 2018 | Mistrzostwa Europy                        | Berlin                 | bieg na 5000 m     | 6. miejsce  | 15:09,65 |
| 2018 | Mistrzostwa Europy                        | Berlin                 | bieg na 10 000 m   | 2. miejsce  | 31:52,55 |
| 2018 | Mistrzostwa Europy w biegach przełajowych | Tilburg                | bieg seniorek      | 4. miejsce  | 26:16    |
| 2018 | Mistrzostwa Europy w biegach przełajowych | Tilburg                | drużyna seniorek   | 1. miejsce  |          |
| 2019 | Mistrzostwa świata                        | Doha                   | bieg na 10 000 m   | 7. miejsce  | 31:05,40 |
| 2021 | Igrzyska olimpijskie                      | Tokio                  | bieg na 10 000 m   | –           | DNF      |

## Rekordy życiowe
- Bieg na 1500 metrów – 4:02,25 (2017)
- Bieg na 3000 metrów – 8:34,41 (2017)
- Bieg na 5000 metrów – 14:51,25 (2017)
- Bieg na 10 000 metrów – 31:05,40 (2019)